# Индиантаун (Флорида)
Индиантаун (англ. Indiantown) — статистически обособленная местность, расположенная в округе Мартин (штат Флорида, США) с населением в 5588 человек по статистическим данным переписи 2000 года.

## География
По данным Бюро переписи населения США статистически обособленная местность Индиантаун имеет общую площадь в 15,54 квадратных километров, водных ресурсов в черте населённого пункта не имеется.
Статистически обособленная местность Индиантаун расположена на высоте 10 м над уровнем моря.

## Демография
По данным переписи населения 2000 года в Индиантаунe проживало 5588 человек, 1264 семьи, насчитывалось 1648 домашних хозяйств и 1807 жилых домов. Средняя плотность населения составляла около 359,59 человек на один квадратный километр. Расовый состав населённого пункта распределился следующим образом: 45,92 % белых, 20,99 % — чёрных или афроамериканцев, 2,29 % — коренных американцев, 0,20 % — азиатов, 0,97 % — выходцев с тихоокеанских островов, 3,10 % — представителей смешанных рас, 26,54 % — других народностей. Испаноговорящие составили 48,93 % от всех жителей статистически обособленной местности.
Из 1648 домашних хозяйств в 33,7 % воспитывали детей в возрасте до 18 лет, 54,9 % представляли собой совместно проживающие супружеские пары, в 13,7 % семей женщины проживали без мужей, 23,3 % не имели семей. 17,2 % от общего числа семей на момент переписи жили самостоятельно, при этом 9,9 % составили одинокие пожилые люди в возрасте 65 лет и старше. Средний размер домашнего хозяйства составил 3,39 человек, а средний размер семьи — 3,59 человек.
Население статистически обособленной местности по возрастному диапазону по данным переписи 2000 года распределилось следующим образом: 31,2 % — жители младше 18 лет, 11,4 % — между 18 и 24 годами, 25,6 % — от 25 до 44 лет, 15,7 % — от 45 до 64 лет и 16,2 % — в возрасте 65 лет и старше. Средний возраст жителей составил 30 лет. На каждые 100 женщин в Индиантаунe приходилось 123,0 мужчин, при этом на каждые сто женщин 18 лет и старше приходилось 123,2 мужчин также старше 18 лет.
Средний доход на одно домашнее хозяйство статистически обособленной местности составил 28 977 долларов США, а средний доход на одну семью — 30 675 долларов. При этом мужчины имели средний доход в 17 810 долларов США в год против 19 063 доллара среднегодового дохода у женщин. Доход на душу населения статистически обособленной местности составил 28 977 долларов в год. 18,8 % от всего числа семей в населённом пункте и 23,8 % от всей численности населения находилось на момент переписи населения за чертой бедности, при этом 31,3 % из них были моложе 18 лет и 7,0 % — в возрасте 65 лет и старше.